# Ивасава, Кэнкити
Кэнкити Ивасава (яп. 岩澤 健吉, 11 сентября 1917 — 26 октября 1998) — японский математик, оказавший большое влияние на развитие алгебраической теории чисел.
Ивасава родился в деревне Синсюку, недалеко от города Кирю, префектура Гумма. Он посещал там начальную школу, но затем переехал в Токио и посещал Высшую школу Мусаси. В 1937—1940 годах обучался в Токийском университете, а затем работал ассистентом на факультете математики. В 1945 году получил степень доктора наук. В том же году он заболел плевритом и смог вернуться к работе только в 1947 году. В 1950 году получил приглашение на международный конгресс в Кембридже — его попросили прочитать лекцию о разработанном им методе изучения дзета-функций Дедекинда; этот метод был независимо открыт Джоном Тейтом и иногда называется теорией Ивасавы — Тейта. После этого Ивасава провёл два года в Институте высших исследований (Принстон) и в 1952 году получил приглашение на работу в Массачусетский технологический институт. C 1967 года до своей отставки в 1986 году он работал профессором Принстонского университета. В 1987-м году, вместе с женой, вернулся в Токио.
```
Джон Коутс
 описывает главную работу Ивасавы следующим образом:
[
2
]
```

…Главное его математическое наследие — общий метод в арифметической алгебраической геометрии, известный сегодня как теория Ивасавы, основная цель которого заключается в том, чтобы найти аналоги для техник, разработанных Хассе, Вейлем, Дворком, Гротендиком, Делинем и другими для алгебраических многообразий над конечным полем, в случае многообразий над числовым полем. […] все его опубликованные работы, начиная с 50-х годов, посвящены алгебраической теории чисел. В этих работах развивается революционная идея о том, что глубокая и ранее недоступная информация об арифметике F конечного расширения Q, может быть получена при помощи более грубой информации об арифметике определённых бесконечных башен числовых полей, лежащих над F.
Оригинальный текст (англ.)His principal mathematical legacy is a general method in arithmetical algebraic geometry, known today as Iwasawa theory, whose central goal is to seek analogues for algebraic varieties defined over number fields of the techniques which have been so successfully applied to varieties defined over finite fields by H. Hasse, A. Weil, B. Dwork, A. Grothendieck, P. Deligne, and others. Until about 1950, most of Iwasawa’s papers were on questions of group theory, and we shall briefly discuss this aspect of his work later. However, he himself stated that he was interested in number theory from his student days, and all of his published papers from the early 1950s onwards are devoted to algebraic number theory. The dominant theme of his work in number theory is his revolutionary idea that deep and previously inaccessible information about the arithmetic of a finite extension F of Q can be obtained by studying coarser questions about the arithmetic of certain infinite Galois towers of number fields lying above F.

До 1950 года Ивасава получил несколько важных результатов в теории групп, в частности, теорему о разложении Ивасавы полупростой группы Ли. Также он доказал теорему о том, что топологическое пространство связной группы Ли изоморфно произведению компактной группы Ли на евклидово пространство, и о том, что если локально компактная группа G содержит замкнутую нормальную подгруппу N, такую что N и G/N — группы Ли, то и G — группа Ли. Позднее он использовал некоторые идеи теории локально компактных групп в теории чисел.
Ивасава был награждён премией Коула Американского математического общества, а также премией Японской академии.

## Книги на русском языке
- Ивасава К. Локальная теория полей классов. — М.: Мир, 1983. — 184 с.